# 北塬镇 (临夏县)
北塬乡，是中华人民共和国甘肃省临夏回族自治州临夏县下辖的一个乡镇级行政单位。

## 行政区划
北塬乡下辖以下地区：
上石村、松树村、前石村、崔家村、钱家村、朱潘村、堡子村和娄高祁村。